# Berbersbach
Berbersbach ist ein Gemeindeteil der Gemeinde Buch am Wald im Landkreis Ansbach (Mittelfranken, Bayern). Zu Berbersbach gehören die Einöden Birkenmühle und Rufenmühle. Berbersbach liegt in der Gemarkung Hagenau.

## Geographie
Der Weiler liegt etwa anderthalb Kilometer südlich der Ortsmitte von Buch in der linken Hagenbach-Aue im abwärtigen Mündungswinkel des Berbersbachs, der hier von Norden dem Hagenbach zuläuft. Die zwei zugehörigen Einöden liegen aufwärts am Berbersbach in weniger als 0,2 km Abstand. Im Nordwesten grenzt das Waldgebiet Ofenloch an, 0,5 km südlich liegt das Pöbelholz, 0,5 km östlich das Waldgebiet Weidlach.
Eine Gemeindeverbindungsstraße führt zur Staatsstraße 2249 (0,6 km südöstlich) zwischen Hagenau (1,5 km westlich) und Clonsbach (1,3 km östlich) bzw. zur Kreisstraße AN 5 (0,2 km westlich), die nach Hagenau zur St 2249 (0,8 km westlich) bzw. nach Buch am Wald verläuft (1 km nördlich). Ein Anliegerweg führt zur Birkenmühle (0,2 km nördlich).

## Geschichte
Im 16-Punkte-Bericht des Oberamts Leutershausen aus dem Jahr 1681 wurden für Berbersbach 3 Mannschaften verzeichnet, die alle das Vogtamt Jochsberg als Grundherrn hatten. Das Hochgericht übte das brandenburg-ansbachische Stadtvogteiamt Leutershausen aus.
Gegen Ende des 18. Jahrhunderts gab es in Berbersbach 5 Anwesen. Das Hochgericht übte weiterhin das Stadtvogteiamt Leutershausen aus. Die Dorf- und Gemeindeherrschaft hatte das Stiftsamt Ansbach. Alle Anwesen hatten das Fürstentum Ansbach als Grundherrn (Vogtamt Jochsberg: 1 Hof, 1 Halbhof, 1 Köblergut, Rufenmühle; Stiftsamt Ansbach: Birkenmühle). Neben den Anwesen gab es noch kommunale Gebäude (Hirtenhaus, Brechhaus). Von 1797 bis 1808 unterstand der Ort dem Justizamt Leutershausen und Kammeramt Colmberg.
Im Rahmen des Gemeindeedikts wurde Berbersbach dem 1808 gebildeten Steuerdistrikt Buch am Wald und der 1810 gegründeten Ruralgemeinde Buch am Wald zugeordnet. Mit dem Zweiten Gemeindeedikt (1818) wurde Berbersbach in die neu gebildete Ruralgemeinde Hagenau umgemeindet. Am 1. Januar 1974 wurde diese im Zuge der Gebietsreform in Bayern nach Buch am Wald eingemeindet.

### Baudenkmal
- Haus Nr. 6: Birkenmühle, Fachwerkhaus mit massivem Erdgeschoss, 1846; Fachwerkscheune mit Schopfwalmdach, gleichzeitig.[11]

### Einwohnerentwicklung
| Jahr      | 001818 | 001840 | 001861 | 001871 | 001885 | 001900 | 001925 | 001950 | 001961 | 001970 | 001987 |
| Einwohner | 64     | 32     | 32     | 40     | 49     | 31     | 32     | 42     | 35     | 30     | 24     |
| Häuser    | 9      | 6      |        |        | 7      | 6      | 6      | 7      | 5      |        | 5      |
| Quelle    | [ 13 ] | [ 14 ] | [ 15 ] | [ 16 ] | [ 17 ] | [ 18 ] | [ 19 ] | [ 20 ] | [ 21 ] | [ 22 ] | [ 1 ]  |

## Religion
Der Ort ist seit der Reformation evangelisch-lutherisch geprägt und bis heute nach St. Wendel (Buch am Wald) gepfarrt. Die Einwohner römisch-katholischer Konfession sind nach Kreuzerhöhung (Schillingsfürst) gepfarrt.